# Contrato de experiência
Contrato de experiência é um período no qual as partes de um contrato de trabalho relacionam-se numa fase experimental com o fim de possibilitar uma melhor avaliação referente à conveniência recíproca de uma eventual relação de trabalho em caráter definitivo. 
Tendo o empregado aptidão para exercer a função para a qual foi contratado, a empresa ou instituição empregadora consente em continuar a relação de trabalho indefinidamente. O empregado também terá oportunidade durante o contrato de experiência de verificar se as condições de trabalho lhe são favoráveis e se a estrutura hierárquica da empresa condiz com suas aspirações. Ao fim do prazo estabelecido em lei, qualquer uma das partes por resolver por rescindir o contrato sem prejuizo de ambas partes. 

## Celetistas
No Brasil, o contrato de experiência é regido pelo artigo 445 da Consolidação das Leis do Trabalho (CLT), não podendo exceder noventa dias. Ao fim desse prazo máximo, o contrato automaticamente passa a ter caráter indeterminado.

## Estatutários
No regime jurídico estatutário federal brasileiro, o estágio probatório é o período pelo qual um servidor público concursado de provimento efetivo passa por um processo de avaliação no cargo. Neste período, são verificadas se as características do candidato se adaptam ao cargo, além de outros atributos, como assiduidade, pontualidade, responsabilidade, iniciativa, entre outros. Se passar do estágio probatório, o servidor consegue a estabilidade no emprego, não podendo ser exonerado, salvo por ato infracionário grave.
Desde 2009, o estágio probatório é de 36 meses (3 anos).